# Гаджиев, Якуб Касум оглы
Якуб Касум оглы Гаджиев (азерб. Yaqub Qasım oğlu Hacıyev; дата рождения неизвестна, Нахичеванская АССР) — советский азербайджанский виноградарь, лауреат государственной премии СССР (1989).

## Биография
Родился в селе Неграм Нахичеванского района Нахичеванской АССР Азербайджанской ССР (ныне посёлок в Бабекском районе).
Трудился механизатором колхоза «Коммунизм», с 1962 года — бригадир виноградарской бригады совхоза «Коммунизм» Нахичеванского (с 1978 года — Бабекского) района Нахичеванской АССР Азербайджанской ССР.
Достиг высоких результатов при выполнении планов по производству сельскохозяйственной продукции. С середины 1980-х годов бригада под руководством Гаджиева перешла на систему бригадного подряда, за счёт чего добилась улучшения показателей производительности труда. Работая на 20 гектарах виноградников подрядным методом, коллективу удалось получить в 1988 году высокий урожай — государству сдано 238 тонн ягод, общая прибыль бригады удвоилась и достигла 148 тысяч рублей. В следующем, 1989 году, коллектив Гаджиева, несмотря на неблагоприятные погодные условия, благодаря успешной организации труда получил 162 тонны винограда вместо плановых 152 тонн. 
За успехи в выполнении плановых заданий Гаджиев был награждён орденами, медалями, Почётными грамотами Верховных Советов Нахичеванской АССР и Азербайджанской ССР, автомобилем «Жигули».
Постановлением ЦК КПСС и Совета Министров СССР от 7 ноября 1989 года, за получение высоких и устойчивых урожаев с/х культур на основе широкого внедрения прогрессивных форм организации труда Гаджиеву Якубу Касум оглы присуждена Государственная премия СССР.
Активно участвовал в общественной жизни села, избирался депутатом сельского совета.